# 韦恩·平诺克
韦恩·平诺克（英語：Wayne Pinnock，2000年10月24日—），牙买加男子田径运动员，主攻跳远，2018年世界U20田径锦标赛男子跳远铜牌得主、2023年世界田径锦标赛男子跳远银牌得主。